# 自由與繁榮之弧

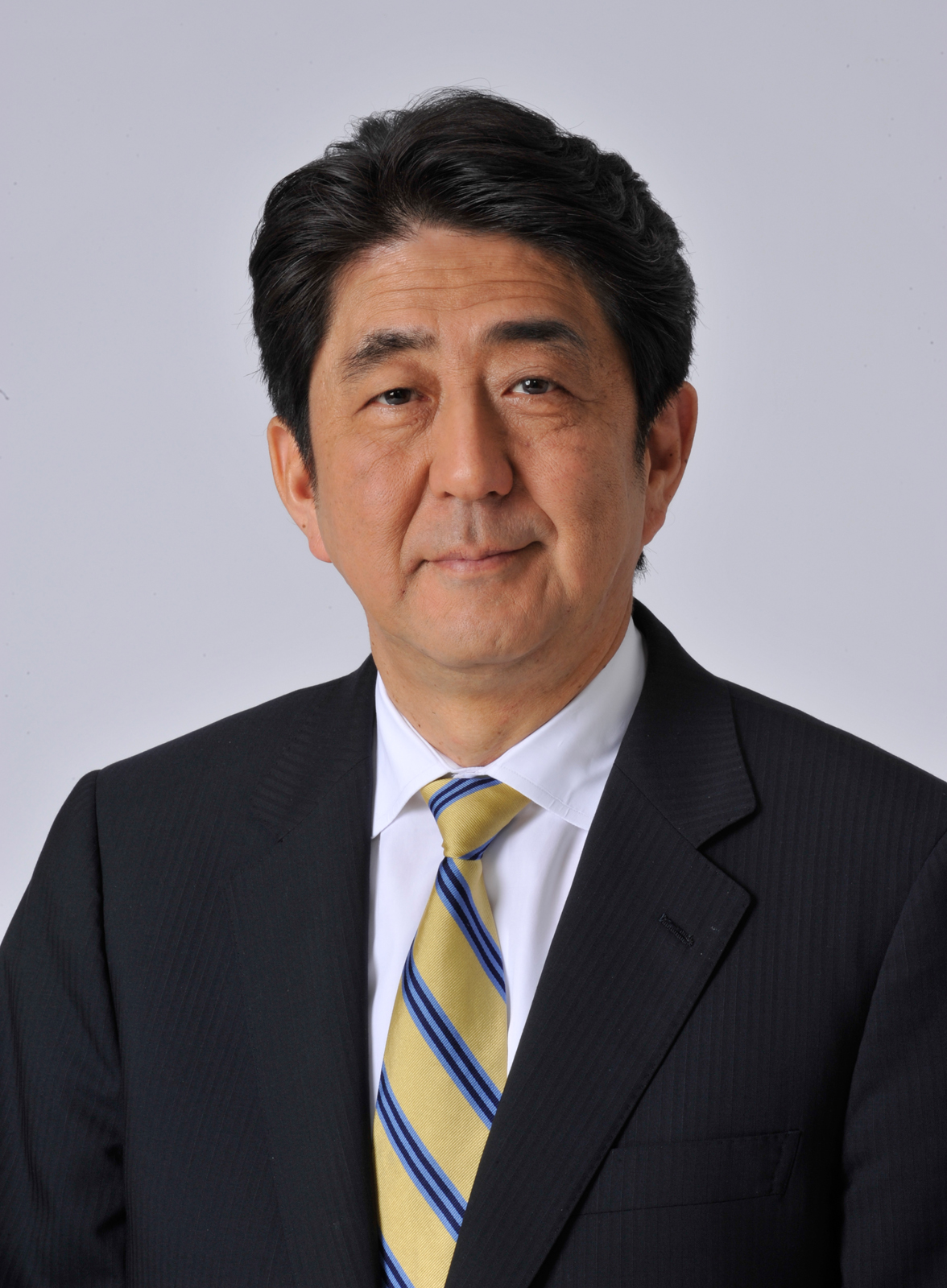
兩度組閣的安倍晋三

自由與繁榮之弧（英文：Arc of Freedom and Prosperity）是日本首相安倍晋三與時任日本外相的麻生太郎於2006年所倡議，與日本同樣具有尊重自由、民主、人權、法治、市場經濟等基本普世價值（Universal Values）的鄰近國家進行合作的價值觀外交政策方針（Value Oriented Diplomacy）。這項構想被外界認為隱含有聯合自由民主制國家，以抗衡、牽制、圍堵中國、俄羅斯等「非民主國家」之意涵。
2012年12月，再度出任首相的安倍晋三另行提出「亞洲民主安全之鑽」（Asia's Democratic Security Diamond）」的構想，號召籌組美國、日本、澳洲、印度「四國菱形連線」共同對抗中國崛起的威脅，但並未獲得美國響應。

## 政策建構與內涵

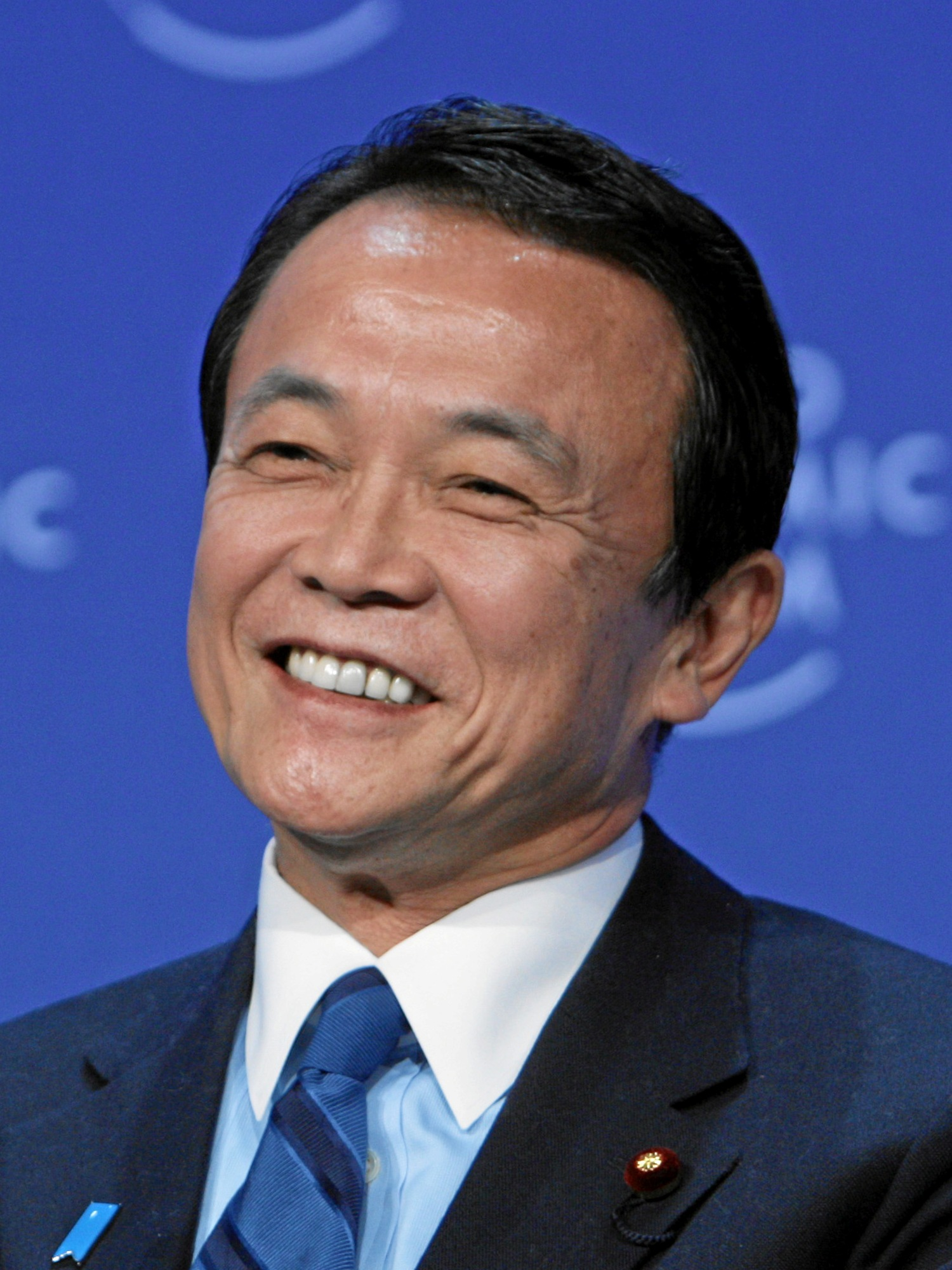
前首相及前副首相麻生太郎

麻生太郎任外相期間出版過《自由與繁榮之弧》一書，揭示日本外交應推進的方向和遠景，主張應在國際上爭取同屬追求自由、民主的價值同盟。日本2007年版外交藍皮書之主軸亦強調日本應重點支援波羅的海、東歐、高加索、中東、中亞、南亞及東南亞等區域之民主化，以構築自由與繁榮之弧。
安倍晉三首相於2007年訪問印度在印度國會發表演說時提出以日本、印度、美國和澳洲等民主國家組成「自由與繁榮之弧」之構想。他表示日本致力確保「歐亞大陸外緣能有個『自由與繁榮之弧』成形」「要成功達成這個目標，日印兩國的全球戰略夥伴關係是關鍵重點...發展成整合美國與澳洲、涵蓋太平洋全體的廣大網絡。」他說四國策略與經濟同盟的基礎在於分享自由、民主與經濟力量等基本價值，「這是人員、商品、資金與知識能自由流通的開放透明網絡」。而後於2008年出任首相的麻生太郎亦曾於當年的聯合國大會演說中提及此目標，同年並與印度簽訂《日印安保共同宣言》。菅直人內閣的防衛大臣北澤俊美等政治家或官僚亦曾加以闡釋。
安倍與麻生兩人訪問臺灣時都表示日本與臺灣是有自由民主、基本人權以及法治社會等共同價值的友好夥伴，形成現在密切的臺日關係。

## 安倍二次內閣
2012年底於第46屆日本眾議院議員總選舉後政黨輪替而再度出任首相的安倍晋三、出任副首相兼財務大臣的麻生太郎、第2次安倍內閣外相岸田文雄均再度強調日美同盟，並重啟這項戰略。前外務省事務次官谷内正太郎擔任內閣官房助理，前外務省國際法局長兼原信克則被任命為官房長官助理，兩人在安倍首次組閣及麻生內閣時期，均扮演官邸外交智囊角色，主張協助亞洲新興市場國家實現民主化。
安倍首相於2013年1月18日訪問印度尼西亞時與總統尤多約諾舉行聯合記者會，發表了以日美同盟為基礎，與東南亞國協共同努力深化並普及自由、民主、基本人權等普遍價值觀、海洋要靠法治及規則來管理、促進貿易與投資以實現共同繁榮、共同保護亞洲的多種文化與傳統等對東盟外交政策的五項原則，以強化區域安定與發展。
安倍在總部設於捷克的報業聯盟（roject Syndicate）期刊上發表一篇文章，標題為「亞洲民主安全之鑽」（Asia's Democratic Security Diamond）」，明確點出中國擴張的威脅。他指出中國政府每天在東海海域不停演習，但安倍強調日本絕不會向中國屈服，並指出類似情況也發生在南海海域，南海愈來愈像中國的「北京湖」。